# Matthias N'Gartéri Mayadi
Matthias N'Gartéri Mayadi (Bedaya, 1942 – Lione, 19 novembre 2013) è stato un arcivescovo cattolico ciadiano.

## Biografia
Nato nel 1942 a Bedaya, nella sottoprefettura di Koumra, Matthias N'Gartéri Mayadi ha lasciato la sua città natale nel 1951 per recarsi a Koumogo con uno zio dove compirà gli studi primari. Quando tornò a Bedaya, incontrò un prete evangelista. Questo incontro segnerà un punto di svolta nella sua vita e ha lasciato nuovamente la sua città natale nel 1953 per unirsi alla scuola cattolica di Koumra Sainte-Thérèse. Fu battezzato due anni dopo, nel 1955, diventando così il primo nativo di Bedaya a diventare cristiano.
Entrò in seminario e studiò tra Camerun e Francia. Nel 1977 divenne diacono e un anno più tardi, il 30 dicembre 1978 è stato ordinato sacerdote nella diocesi di Sarh. Il 28 ottobre 1985 è stato nominato vescovo ausiliare di Sarh ed è stato consacrato vescovo titolare di Tuburnica il 12 aprile 1986 dal cardinale Paul Zoungrana. Mayadi è stato il primo ciadiano ad essere consacrato vescovo. Un anno dopo, il 7 marzo 1987, sostituisce Henri Véniat e divenne il vescovo della diocesi di Sarh.
Tre anni dopo, l'11 giugno 1990, è stato trasferito a capo della diocesi di Moundou in seguito alla morte del vescovo Gabriel Balet, verificatasi a causa di un incidente aereo nel 1989.
Quando l'arcivescovo Charles Vandame si ritirò, Papa Giovanni Paolo II lo ha nominato arcivescovo di N'Djamena. Ricoprì tale ruolo dal 31 luglio del 2003 fino alla sua morte.
È una figura di rilievo dell'interreligiosità ciadiana e infatti, con l'Imam Sheikh Hissein Hassan Abakar della Grande Moschea di N'Djamena ed il reverendo Soïnan Potifar, ha creato una preghiera interreligiosa e interconfessionale per la pace in Ciad, che viene recitata ogni 28 novembre, data della Festa della Repubblicana del Ciad.
Morì improvvisamente il 17 novembre del 2013 sull'aereo che lo trasportava a Francia, nei pressi di Lione per curare la sua malattia.

## Genealogia episcopale e successione apostolica
La genealogia episcopale è:
- Cardinale Scipione Rebiba
- Cardinale Giulio Antonio Santori
- Cardinale Girolamo Bernerio, O.P.
- Arcivescovo Galeazzo Sanvitale
- Cardinale Ludovico Ludovisi
- Cardinale Luigi Caetani
- Cardinale Ulderico Carpegna
- Cardinale Paluzzo Paluzzi Altieri degli Albertoni
- Papa Benedetto XIII
- Papa Benedetto XIV
- Papa Clemente XIII
- Cardinale Bernardino Giraud
- Cardinale Alessandro Mattei
- Cardinale Pietro Francesco Galleffi
- Cardinale Filippo de Angelis
- Cardinale Amilcare Malagola
- Cardinale Giovanni Tacci Porcelli
- Papa Giovanni XXIII
- Cardinale Paul Zoungrana, M.Afr.
- Arcivescovo Matthias N'Gartéri Mayadi

La successione apostolica è:
- Vescovo Michele Russo, M.C.C.I. (1989)
- Vescovo Miguel Angel Sebastián Martínez, M.C.C.I. (1999)
- Vescovo Rosario Pio Ramolo, O.F.M.Cap. (1999)
- Vescovo Henri Coudray, S.I. (2009)